# ADNR

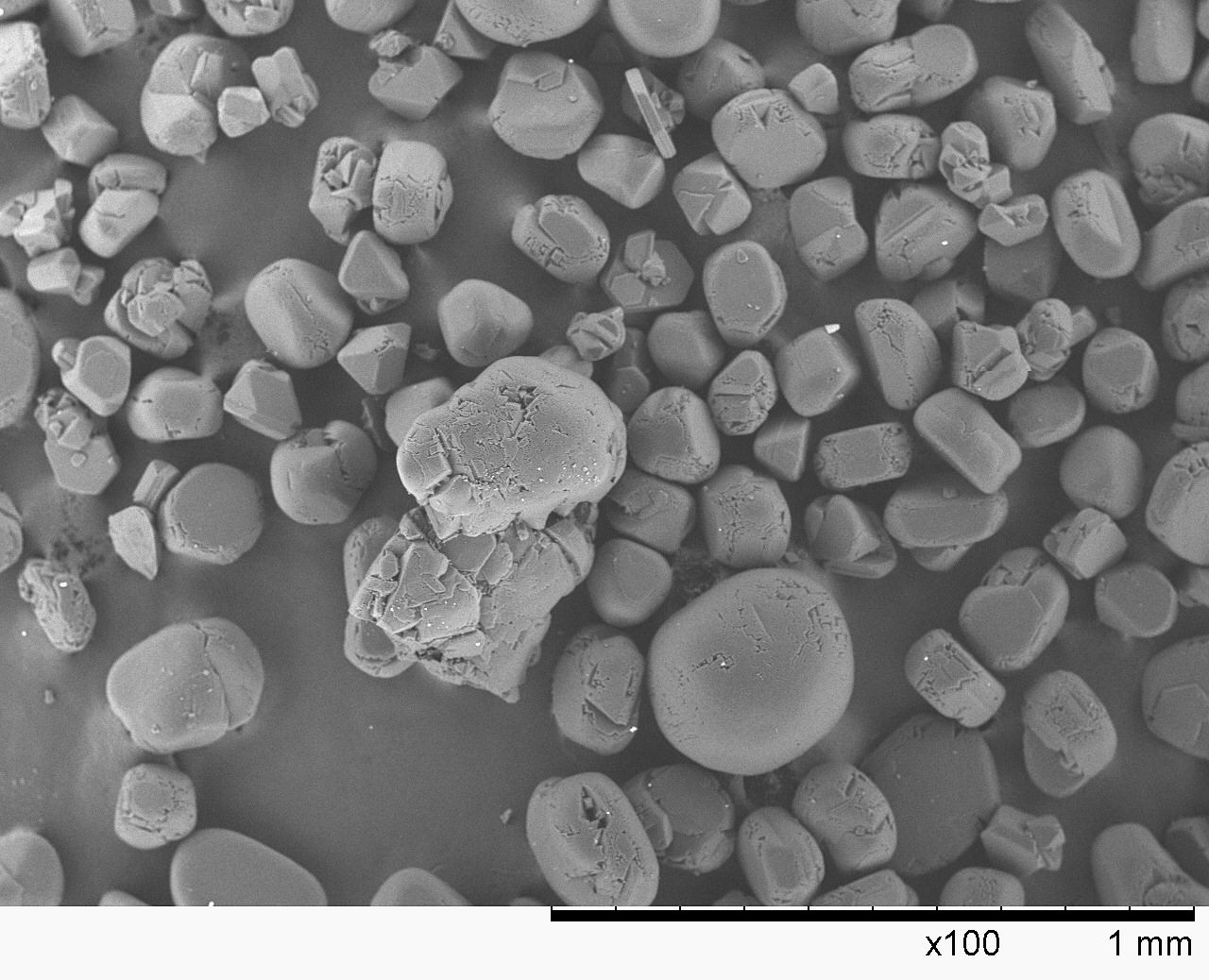
Nanokrystaly pod elektronovým mikroskopem

ADNR (z anglického výrazu Aggregated diamond nanorod) je nejtvrdší známý materiál, zvaný také hyperdiamant. Vytvořili jej vědci z Bayreuthské univerzity v srpnu 2005 pomocí nanokrystalizace diamantu. Molekuly v této látce mají tvar fullerenů, vytvářejících řetězce o délce jednoho mikrometru. ADNR vydrží tlak 491 gigapascalů.